# حبيبة (عزبة)
عزبة حبيبة قرية تابعة لمركز السادات في محافظة المنوفية في جمهورية مصر العربية.